# Papaipema nelita
Papaipema nelita là một loài bướm đêm trong họ Noctuidae.